# Praetutiier
Praetutiierna (grekiska Πραιτούττιοι, italienska pretuzi) var ett italienskt fornfolk. Deras område kallades Ager Praetutianus och man tror idag att de bodde omkring Interamnia/Interamna, dagens Teramo, och att de har givit namn till regionen Abruzzo. Det finns mycket lite detaljerad information om folket, eller precis i vilket område de bodde. Man vet inte varifrån praetutiierna kom eller på vad sätt de skilde sig från folkslaget picenerna, men man vet att innan romaniseringen beboddes området av ett folkslag som själva betraktade sig som sabiner.
Praetutiiernas huvudstad hette Interamna Praetutiana. Praetutiierna hade förmodligen, förutom Interamna Praetutiana, städerna Beregra, Castrum Novum och Truentus.
Praetutiierna var en av de folkslag som slogs mot romarna i Bundsförvantskriget 91 - 88 f.Kr.